# Bistum Sibolga
Das Bistum Sibolga (lateinisch Dioecesis Sibolgaensis) ist eine in Indonesien gelegene römisch-katholische Diözese mit Sitz in Sibolga.

## Geschichte
Das Bistum Sibolga wurde am 17. November 1959 durch Papst Johannes XXIII. aus Gebietsabtretungen des Apostolischen Vikariates Medan als Apostolische Präfektur Sibolga errichtet. Die Apostolische Präfektur Sibolga wurde am 24. Oktober 1980 durch Papst Johannes Paul II. zum Bistum erhoben und dem Erzbistum Medan als Suffraganbistum unterstellt.

## Ordinarien

### Apostolische Präfekten von Sibolga
- Peter Gratian Grimm OFMCap, 1959–1971
- Anicetus Bongsu Antonius Sinaga OFMCap, 1978–1980

### Bischöfe von Sibolga
- Anicetus Bongsu Antonius Sinaga OFMCap, 1980–2004, dann Koadjutorerzbischof von Medan
- Ludovikus Simanullang OFMCap, 2007–2018
- Fransiskus Tuaman Sinaga, seit 2021